# Teo Escamilla
Teodoro Escamilla (Sevilla, España, 20 de octubre de 1940-Matanzas, Cuba, 21 de diciembre de 1997) fue un director de fotografía y cineasta español.

## Trayectoria
Empezó trabajando como reportero gráfico y fotógrafo para revistas como Sábado Gráfico, Cine en siete días, El Caso o el diario Madrid. Después trabajó como iluminador para Televisión Española.

### Como director de fotografía

#### En cine
Durante más de veinte años ha sido director de fotografía de películas de Carlos Saura, Jaime de Armiñán, Enrique Brasó, Manuel Gutiérrez Aragón, Josefina Molina, José Luis Borau, Antonio Giménez Rico o Ricardo Franco.
- 1975, Cría cuervos
- 1976, El desencanto
- 1976, La ciudad quemada
- 1977, A un dios desconocido
- 1981, Función de noche
- 1981, Trágala, perro
- 1981, Bodas de sangre
- 1982, Antonieta
- 1983, Carmen
- 1984, Feroz
- 1984, Río abajo
- 1987, El amor brujo
- 1988, El Dorado
- 1989, Montoyas y Tarantos
- 1993, La Lola se va a los puertos
- 1997, Muerte en Granada

#### En televisión
- 1989, Juncal
- 1992, El Quijote de Miguel de Cervantes

### Como director

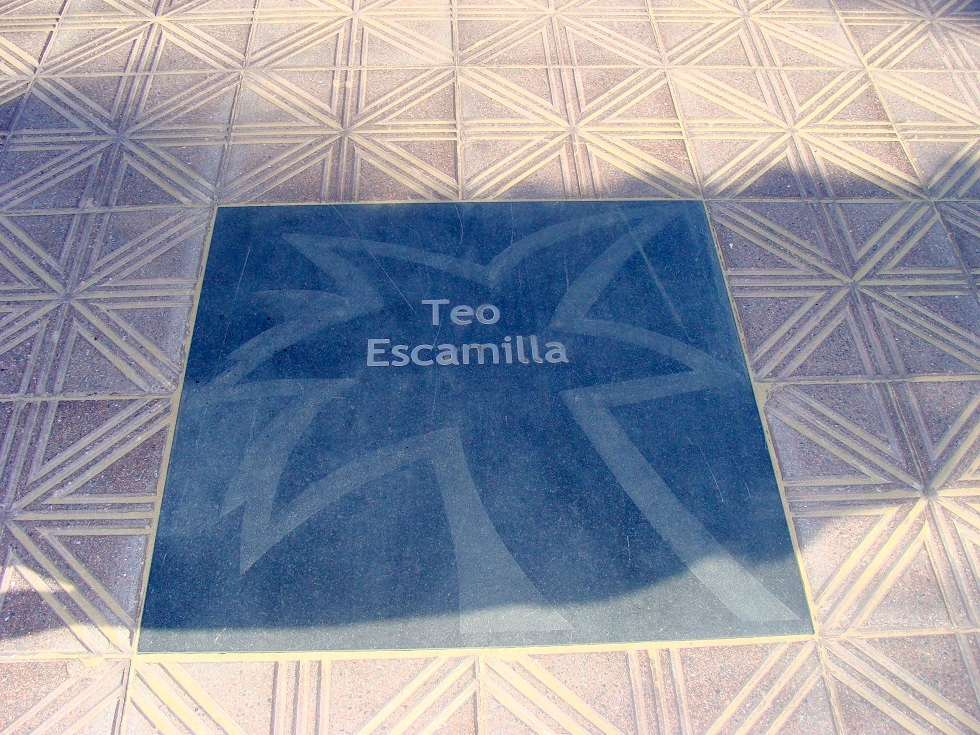
La placa dedicada al cineasta Teo Escamilla en el paseo de la Playa de la Malvarrosa, Valencia

En 1980 debutó como director con el cortometraje Quiero ser mayor. Al año siguiente dirigió el episodio Soñando para vivir (1981) para el filme colectivo Cuentos para una escapada, donde también trabajaron Jaime Chávarri, Emiliano de Pedraza, José Luis García Sánchez, Manuel Gutiérrez Aragón, Carles Mira, Miguel Ángel Pacheco y Gonzalo Suárez. Su ópera prima, Tú solo, es un drama documental de género taurino que dirigió en el año 1984.
- Tú solo (1984)
- Participación en Cuentos para una escapada (1981) (segmento Soñando para vivir)
- Cortometraje Quiero ser mayor (1976)

## Premios y reconocimientos
Festival Internacional de Cine de San Sebastián
| Año  | Categoría                                | Película | Resultado |
| ---- | ---------------------------------------- | -------- | --------- |
| 1984 | Mención Especial al Mejor Director Novel | Tú solo  | Ganador   |

Medallas del Círculo de Escritores Cinematográficos
| Año  | Categoría        | Película                                    | Resultado |
| ---- | ---------------- | ------------------------------------------- | --------- |
| 1979 | Mejor fotografía | Mamá cumple cien años El corazón del bosque | Ganador   |
| 1981 | Mejor fotografía | Conjunto de su labor                        | Ganador   |

- En 1987, Premio Goya a la Mejor Fotografía por El amor brujo
- En 1998, el Festival de Cine Iberoamericano de Huelva homenajeó al cineasta sevillano en su sección memorial.
- En 1989, Nominación a Premios Goya Mejor Fotografía por Berlín Blues y El Dorado
- En 1990, Nominación a Premios Goya Mejor Fotografía por La noche oscura y Montoyas y Tarantos.